# 王杨乡
王杨乡，是中华人民共和国黑龙江省伊春市铁力市下辖的一个乡镇级行政单位。

## 行政区划
王杨乡下辖以下地区：
红旗村、宏伟村、护林村、爱林村、长富村、红光村、建设村、东风村和北河村。